# Elisión
En fonética, la elisión (del latín elisio, traducción del griego élleipsis) o pérdida fonética es un cambio fonético consistente en la eliminación o pérdida de un sonido o conjunto de sonidos de manera regular en una palabra o conjunto de palabras, por lo que es un tipo de metaplasmo.
En métrica este fenómeno puede confundirse con la sinalefa, ya que sirve para disminuir el cómputo total de sílabas del verso, pero en realidad en la sinalefa no desaparece totalmente el timbre de la vocal.
En el español estándar, la agrupación de vocales heterosilábicas (es decir, de distinto timbre) en la cadena sonora del discurso se resuelve generalmente por sinalefa, sin señalarla con el signo gráfico que se utiliza en otras lenguas como el italiano, el francés o el catalán, el llamado apóstrofo ('), pero existen algunos casos de elisión en formas lexicalizadas, como por ejemplo los artículos contractos al y del (a + el) y (de + el). La palabra elisión se emplea también algunas veces en el sentido de elipsis.